# Robin Figren
Robin Figren (* 7. März 1988 in Stockholm) ist ein ehemaliger schwedischer Eishockeyspieler, der im Verlauf seiner aktiven Karriere zwischen 2005 und 2022 unter anderem 515 Spiele in der Elitserien bzw. Svenska Hockeyligan (SHL) sowie 145 weitere in der American Hockey League (AHL) auf der Position des linken Flügelstürmers bestritten hat. Seine größten Karriereerfolge feierte Figren im Trikot des Frölunda HC, mit dem er zweimal die Champions Hockey League gewann und zudem Schwedischer Meister wurde.

## Karriere

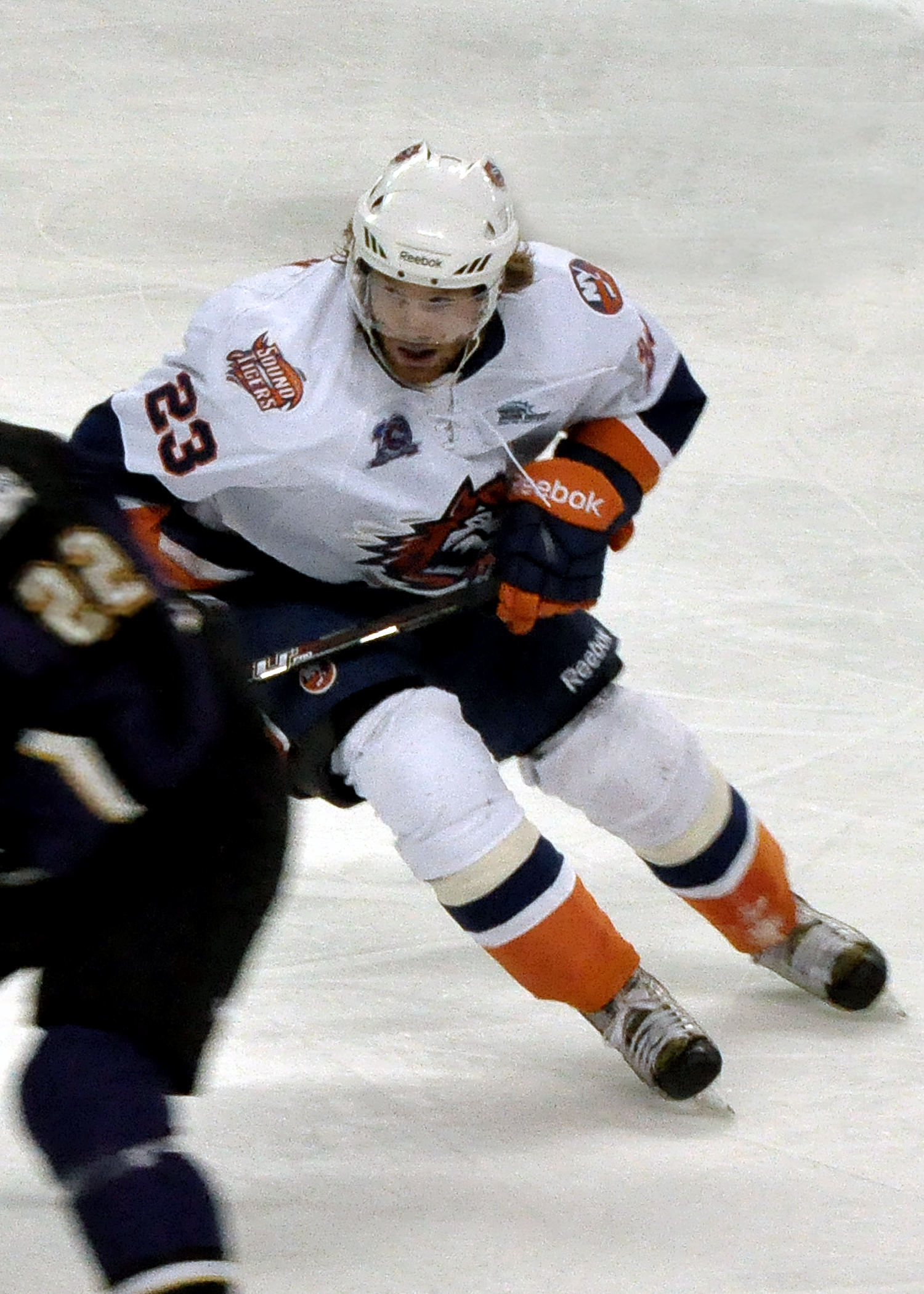
Figren im Trikot der Bridgeport Sound Tigers

Figren durchlief während seiner Juniorenzeit die Nachwuchsabteilungen von Hammarby IF, dem Verein seiner Geburtsstadt. Zur Saison 2004/05 wechselte er in die Juniorenabteilung des Frölunda HC in Göteborg, wo er in dieser Spielzeit zu einem der besten Juniorenspieler unter 18 Jahren in Schweden reifte. Auch in der Folgesaison kam er in den Juniorenteams des Vereins aus Göteborg zum Einsatz. Er konnte zudem jeweils zwei Partien mit der ersten Mannschaft in der Elitserien und dem IIHF European Champions Cup absolvieren und erhielt eine Einladung in den schwedischen U18-Nationalkader für die U18-Junioren-Weltmeisterschaft 2006.
Nachdem er im NHL Entry Draft 2006 in der dritten Runde an 70. Stelle von den New York Islanders ausgewählt worden war, wechselte er gleich nach Nordamerika. Dort lief er in der Saison 2006/07 für die Calgary Hitmen aus der Western Hockey League (WHL) auf, die ihn beim CHL Import Draft 2006 an Position 17 gezogen hatten. In 62 Partien erzielte er dort 27 Punkte. Zur Saison 2007/08 ging er innerhalb der Liga zu den Edmonton Oil Kings. Zum Jahresende 2007 wurde er in den Kader für die U20-Junioren-Weltmeisterschaft 2008 berufen. Dort gewann er die Silbermedaille. Zur Saison 2008/09 kehrte Figren zurück nach Schweden und absolvierte fast die komplette Spielzeit bei Djurgårdens IF in der Elitserien. Im Anschluss zog es ihn wieder nach Nordamerika und er wurde in den Kader der Bridgeport Sound Tigers, das Farmteam der New York Islanders, berufen. Im Verlauf der Saison 2009/10 avancierte der Schwede zu einem Stammspieler in Bridgeport.
Zur Saison 2011/12 kehrte Figren in seine schwedische Heimat zurück, wo er vom Linköping HC verpflichtet wurde. Nach vier Jahren beim Frölunda HC, in denen er mit den Indians 2016 den Le-Mat-Pokal und zweimal die Champions Hockey League gewann, lief sein Vertrag aus und Figren unterschrieb im Mai 2017 einen Zweijahresvertrag bei HV71. Nachdem er diesen erfüllt hatte, wechselte der Schwede im Sommer 2019 zum Schweizer Zweitligisten EHC Kloten, mit dem ihm im Jahr 2022 die Rückkehr in die National League gelang. In der Folge des Triumphs gab der 34-Jährige im August desselben Jahres seinen Rücktritt vom aktiven Sport bekannt.

## Erfolge und Auszeichnungen
| - 2005 Schwedischer U18-Junioren-Meister mit dem Frölunda HC - 2006 Schwedischer U20-Junioren-Vizemeister mit dem Frölunda HC - 2016 Champions-Hockey-League-Gewinn mit dem Frölunda HC | - 2016 Schwedischer Meister mit dem Frölunda HC - 2017 Champions-Hockey-League-Gewinn mit dem Frölunda HC - 2022 Meister der Swiss League und Aufstieg in die National League mit dem EHC Kloten |

### International
- 2008 Silbermedaille bei der U20-Junioren-Weltmeisterschaft

## Karrierestatistik

### International
Vertrat Schweden bei:
- U18-Junioren-Weltmeisterschaft 2006
- U20-Junioren-Weltmeisterschaft 2008

(Legende zur Spielerstatistik: Sp oder GP = absolvierte Spiele; T oder G = erzielte Tore; V oder A = erzielte Assists; Pkt oder Pts = erzielte Scorerpunkte; SM oder PIM = erhaltene Strafminuten; +/− = Plus/Minus-Bilanz; PP = erzielte Überzahltore; SH = erzielte Unterzahltore; GW = erzielte Siegtore; 1 Play-downs/Relegation; Kursiv: Statistik nicht vollständig)